# 西尾哲
西尾 哲（にしお あきら、1932年3月10日 - ）は、日本の経営者。大阪府出身。

## 経歴
1957年に大阪市立大学（現大阪公立大学）理工学部高分子化学科を卒業し、同年に日商に入社。
1984年6月に取締役に就任し、常務、専務を経て、1989年6月に副社長に就任し、翌年6月には社長に昇格した。1999年6月に相談役に就任した。
1998年11月に藍綬褒章を受章した。